# Ferrovia dell'Est
La Ferrovia dell'Est (in portoghese Linha do Leste) è una ferrovia a scartamento iberico che collega Abrantes, sulla ferrovia della Beira Bassa, in Portogallo e la frontiera spagnola, a Elvas con un percorso di 140,692 km.

## Storia

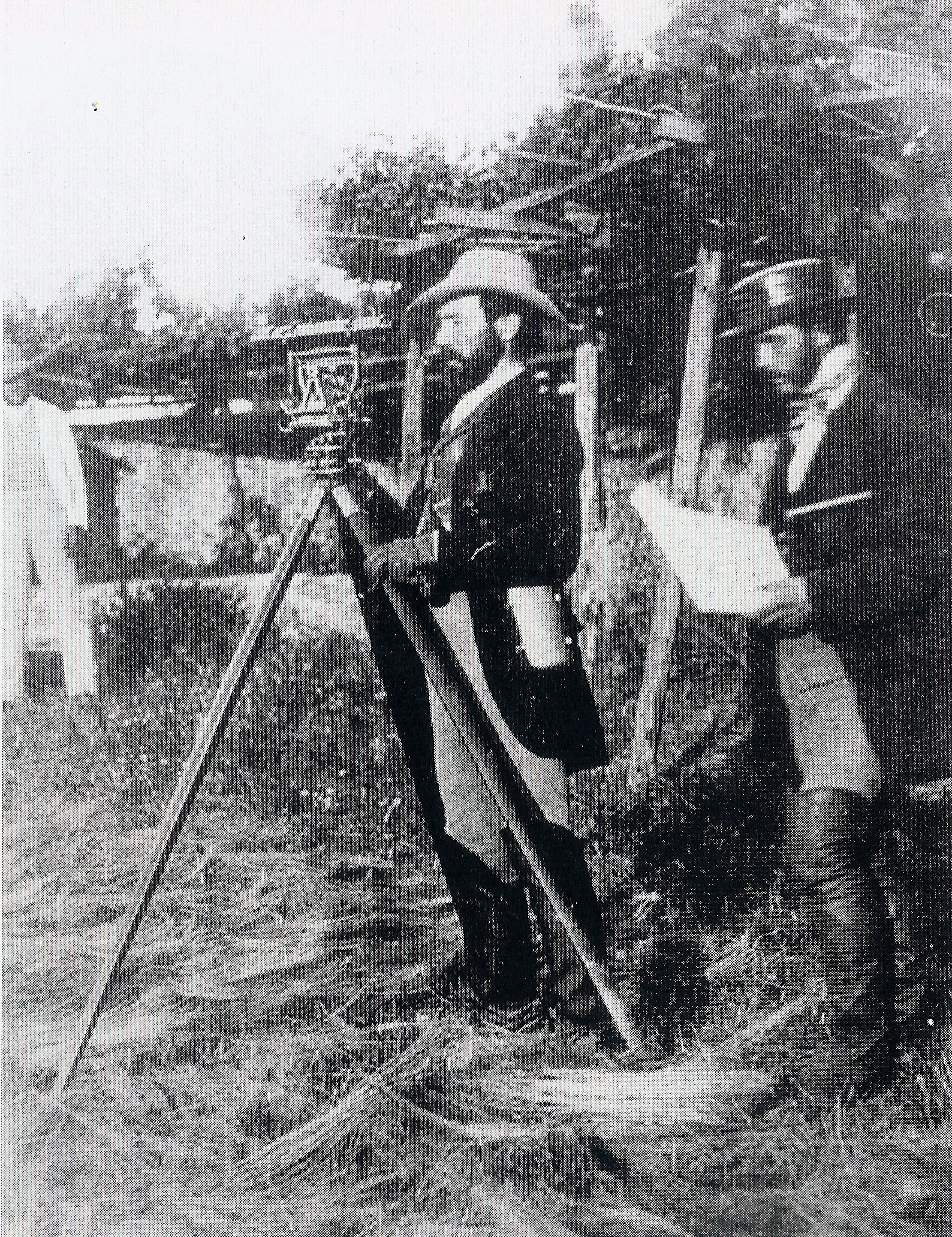
Ingegneri inglesi all'opera sulla ferrovia dell'Est nel 1856

### Prodromi
Le prime proposte per stabilire un mezzo di comunicazione tra Portogallo e Spagna vennero avanzate durante il Regno di Filippo II di Spagna; entrambe le nazioni intavolarono trattative per la realizzazione di un sistema di navigazione fluviale utilizzante i fiumi Tago e Jarama al fine di collegare Lisbona a Madrid. Il progetto tuttavia rimase tale e i trasporti permasero difficili.

#### La ferrovia arriva a Carregado
Nel XIX secolo, l'introduzione del trasporto ferroviario, ridiede vita ai progetti di collegamento delle due nazioni: il 19 aprile 1845, il governo portoghese dava incarico alla Companhia das Obras Públicas di realizzare le infrastrutture essenziali, tra le quali una relazione ferroviaria tra Lisbona e la frontiera spagnola costeggiando il fiume Tago. Il progetto venne annullato a causa dei rivolgimenti politici del 1846.
Al ritorno della stabilità politica il governo prese in esame la proposta di Hardy Hislop, che prevedeva un percorso attraversava il confine presso la città di Badajoz; la Companhia Central Peninsular dos Caminhos de Ferro de Portugal iniziò la costruzione il 17 settembre 1853.
Nel giugno 1856 i governi spagnolo e portoghese nominarono una commissione incaricata di studiare un tracciato definitivo che attraversasse la frontiera. Si delinearono due posizioni, una propugnava un percorso lungo il Tago, più breve ma più costoso e l'altra un percorso lungo il fiume Guadiana che passava dalla città fortificata di Elvas. Fu accolta la seconda proposta anche se con molte opposizioni; il primo tratto di tale tracciato fu aperto, tra Carregado e Lisbona il 28 ottobre 1856.

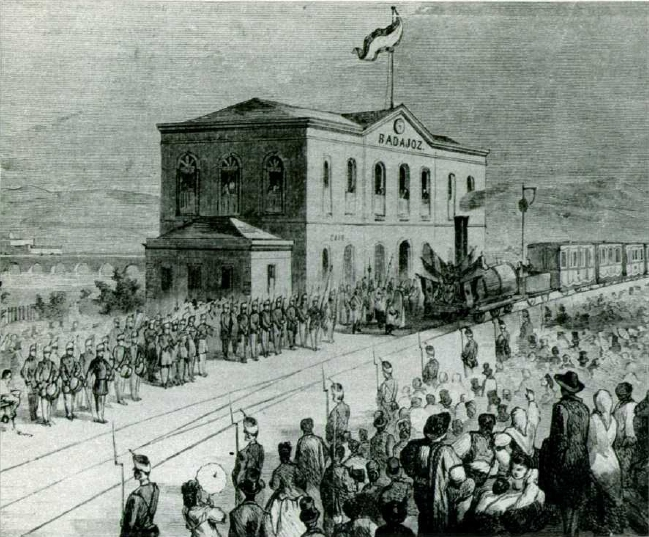
Inaugurazione della tratta tra Badajoz e la frontiera, nel 1863

### La ferrovia fino a Badajoz
Nonostante l'apertura fino a Carregado, la Companhia Central e Peninsular non riuscì a proseguire l'opera per gravi problemi economici. Nel 1859, il 30 luglio, il governo poprtoghese assegnò il compito di proseguire i lavori delle linee dell'Est e del Nord a José de Salamanca y Mayol e alla Companhia Real dos Caminhos de Ferro Portugueses la gestione.
Quanto già costruito a scartamento normale venne riadattato allo scartamento iberico.

### Fasi della costruzione
| Tratta            | Lunghezza | Inaugurazione     |
| ----------------- | --------- | ----------------- |
| Abrantes – Crato  | 64,404 km | 6 marzo 1863      |
| Crato – Elvas     | 65,573 km | 4 luglio 1863     |
| Elvas – frontiera | 10,715 km | 24 settembre 1863 |

La linea, che aveva raggiunto Abrantes il 7 novembre 1862, arrivò a Crato il 6 marzo 1863 e ad Elvas il 4 luglio dello stesso anno.
La tratta fino al confine fu aperta il 24 settembre 1863; dal lato spagnolo, fino alla stazione di Badajoz, era entrata in servizio il 20 settembre. Si trattò del primo collegamento ferroviario tra le due nazioni iberiche ma restava isolato dalla rete spagnola. La piattaforma era stata prevista per il raddoppio del binario.

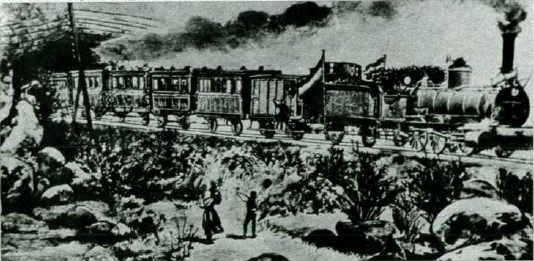
Treno inaugurale diretto tra Madrid e il Portogallo

### Collegamento con la rete spagnola
Dal lato spagnolo la Compañía de los Ferrocarriles de Madrid a Zaragoza y Alicante ottenne le autorizzazioni a costruire una linea ferrata tra Alcázar de San Juan a Ciudad Real che venne inaugurata il 14 marzo 1861; la richiesta risaliva al 1859 e comprendeva la tratta fino Badajoz.
Non era ancora tuttavia un preciso collegamento tra Madrid e il confine con il Portogallo in quanto costringeva ad un largo giro; il problema fu parzialmente risolto con l'apertura della linea tra Madrid e Ciudad Real, il 1º maggio 1879. Il collegamento diretto fu inaugurato l'8 ottobre 1881 mediante la ferrovia di Cáceres.

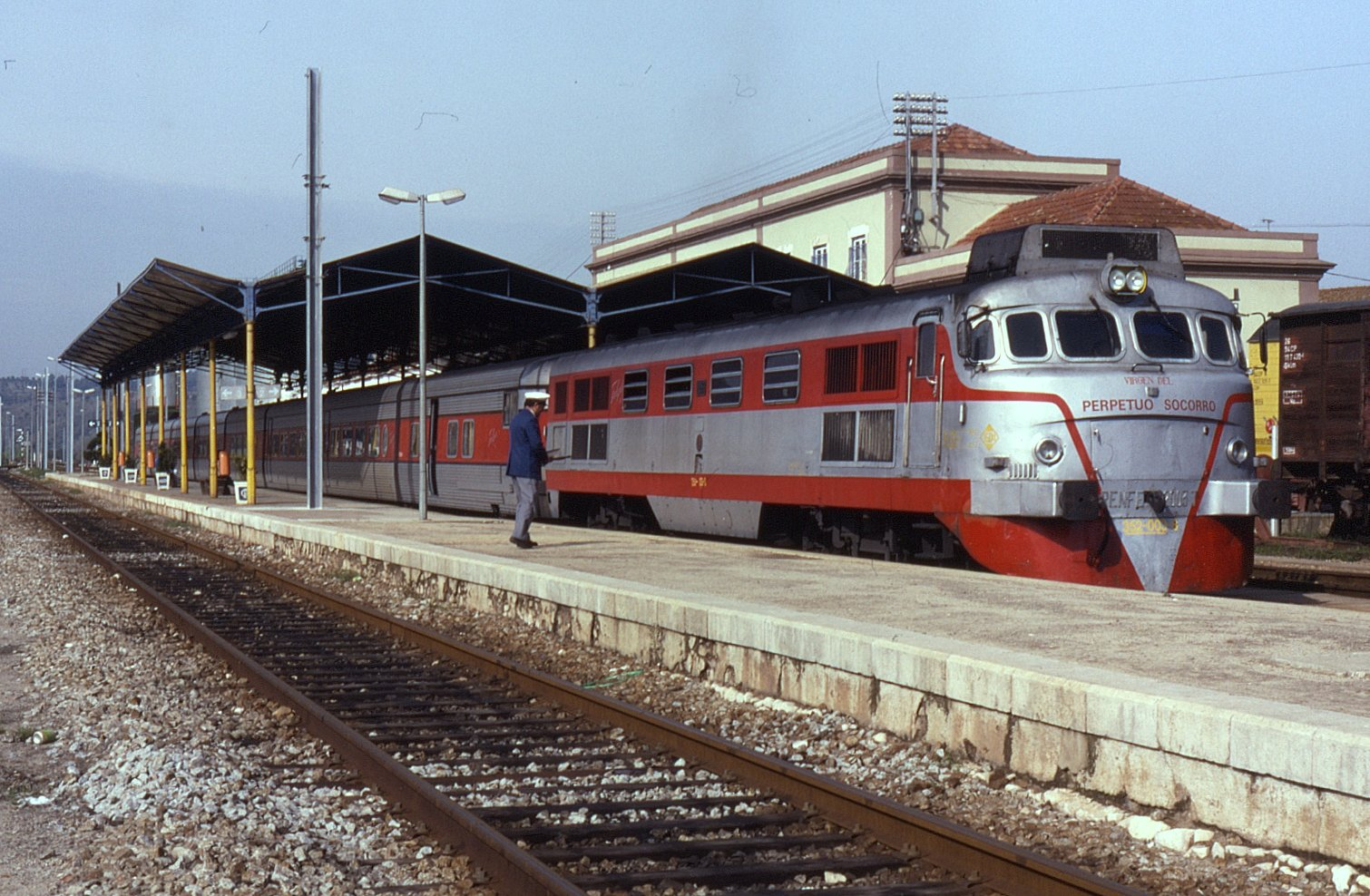
Treno Talgo nella stazione di Abrantes, nel 1993

### Secolo XX
Il traffico transfrontaliero di merci e passeggeri sulla linea dell'Est crebbe dal 1901 al 1902; le merci principali erano costituite da legname esportato e dall'importazione di lana, grano e metalli.
Nel 1967 il Ramal de Cáceres, la ferrovia dell'Est e la ferrovia della Beira Alta furono interessate da traffico merci di trasporto grano in seguito ad un trattato tra Spagna e Portogallo.
Il Consiglio dei ministri portoghese nella seduta del 15 novembre 1988 deliberò lo studio di quattro relazioni internazionali, tra cui una inerente alla trasformazione della linea dell'Est a scartamento normale e ad alta velocità.

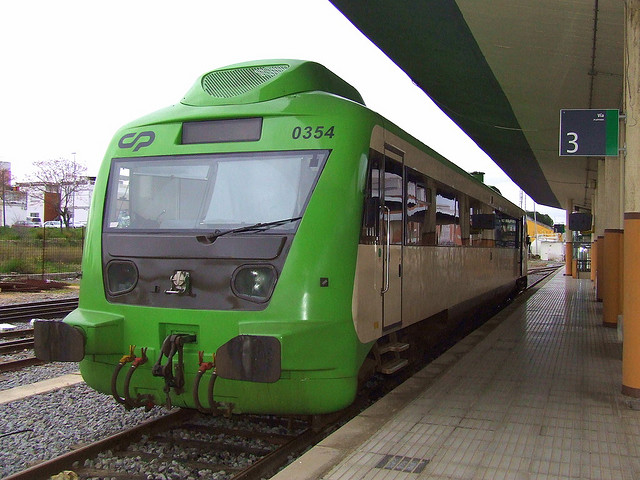
Automotrice CP 0354 sulla Linha do Leste, nel 2009

### Secolo XXI

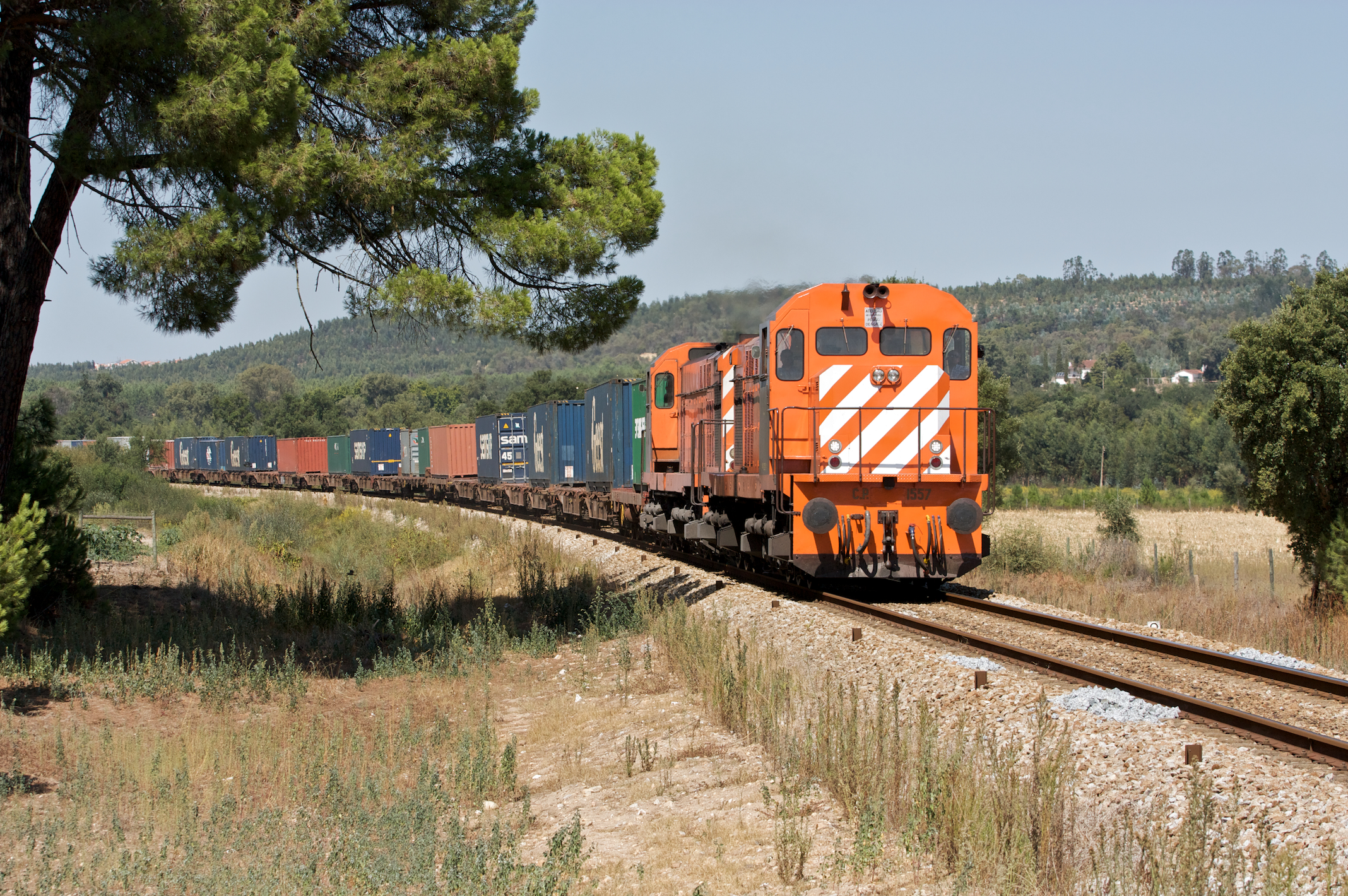
Treno merci di containers sulla ferrovia dell'Est, da Entroncamento per Badajoz, il 15 settembre 2009

Nel 2009, Rede Ferroviária Nacional approntò un programma di investimenti, di 48 milioni di Euro per l'ammodernamento e il raddoppio della linea ma il programma venne interrotto nel 2011, lasciando incomplete diverse tratte.
Nel mese di ottobre il governo annunciò il progetto di interruzione del trasporto viaggiatori ritenuto non sostenibile economicamente. Comboios de Portugal calcolava che le perdite della linea erano, nel 2010, di 1,2 milioni di euro e i viaggiatori trasportati
28 164, in media appena 19 per treno.

#### Soppressione e ripristino della circolazione passeggeri
Nel dicembre 2011, l'operatore ferroviario portoghese CP dispose che, a causa della bassa frequentazione, sarebbero stati soppressi dal 1º gennaio 2012 tutti i treni regionali passeggeri.
Il servizio di trasporto passeggeri sulla linea riprese dal 25 settembre 2015, per sei mesi, il venerdì e la domenica, tra Entrocamento e Portalegre. Nel gennaio 2016 il Parlamento portoghese ha approvato l'estensione del servizio a Elvas con aumento della frequenza a tutti i giorni.

## Caratteristiche
| Unknown route-map component "CONTgq" | Unknown route-map component "STR+r" |  |

| Station on track |

|  | Unknown route-map component "ABZgl" | Unknown route-map component "CONTfq" |

| Unknown route-map component "eBHF" |

| Unknown route-map component "eHST" |

| Unknown route-map component "eBHF" |

| Unknown route-map component "exCONTgq" | Unknown route-map component "eABZgr" |  |

| Unknown route-map component "eHST" |

| Unknown route-map component "eBHF" |

|  | Unknown route-map component "eABZgl" | Unknown route-map component "exCONTfq" |

| Unknown route-map component "eHST" |

| Unknown route-map component "eHST" |

| Unknown route-map component "eBHF" |

| Unknown route-map component "exCONTgq" | Unknown route-map component "eABZgr" |  |

|  | Unknown route-map component "eABZg+l" | Unknown route-map component "exCONTfq" |

| Station on track |

| Unknown route-map component "exCONTgq" | Unknown route-map component "eABZgr" |  |

| Unknown route-map component "eHST" |

| Unknown route-map component "eHST" |

| Unknown route-map component "eBHF" |

| Unknown route-map component "eHST" |

| Unknown route-map component "exCONTgq" | Unknown route-map component "eABZg+r" |  |

| Station on track |

| Restricted border on track |

|  | One way leftward | Unknown route-map component "CONTfq" |

Ad ottobre del 2011 la linea si presentava ancora a binario unico non elettrificato e utilizzava il sistema di blocco telefonico; in quanto al tracciato, esso era uno dei migliori del paese in quanto costituito da lunghi rettilinei e curve di grande raggio ma era utilizzato solo da treni regionali, frequentati per lo più da anziani e studenti; tali servizi cessarono il 1º gennaio 2012, essendo tuttavia riattivati tra Abrantes e Portalegre il 25 settembre 2015..